# Голодомор
Глад у Украјини (укр. Голод в Україні), позната као Голодомор (укр. Голодомор), масовна је глад, која се десила у периоду 1932—1933. на цјелокупној територији Украјинске ССР и довела до вишемилионских људских жртава.
Врховна рада Украјине је 2006. прогласила Холодомор актом геноцида над украјинским народом. Ријеч Холодомор су преузели други језици из украјинског и постала је широко распрострањена у медијима и званичним документима.
Декласификовани документи украјинских архива доступни су истраживачима од средине 1990-их (а у периоду 2007—2008. су пронађене метричке књиге за 1932. и 1993, о чијем „уништавању” је раније говорено) иако се не помињу сви у већини радова украјинских историчара (ово се прије свега односи на документе о државној помоћи страдалима). Слични радови се врше у архивима других бивших совјетских република, које су такође претрпјеле глад 1932—1933. Истовремено, сви документи из истог периоду у руским архивима нису прошли стандардни поступак декласификације.
Не постоје тачни подаци о броју људи који су страдали од глади у Украјинској ССР. Према оцјенама савремених демографа из Националног института за демографске студије (НИДС), вјероватна размјера укупног морталитета за Украјинску ССР 1933. износила је 2,2 милиона људи. У публикацијама и филмовима сјеверноамеричке дијаспоре, као и са трибина појединих украјинских политичара, помињани су бројеви од 7, 8, па чак и 10 милиона. Демографи из НИДС-а скрећу пажњу на очигледно претјеривање у бројевима од 3,5 и 5 милиона. Ипак, одређени број историчари истиче политичку посвијећеност бројевима од 7 и 10 милиона. Институт за демографију и друштвене студије М. В. Птуха Националне академије наука Украјине одржао је међународну научну конференцију „Глад у Украјини у првој половини 20. вијека: разлози и резултати  (1921—1923, 1932—1933, 1946—1947)”, на којој су објављене процјене демографских губитака због глади 1932—1933: број смртних случајева у Украјини је износио 3.917.800 људи, у Русији 3.264.600 људи и у Казахстану 1.258.200 људи, укупно на цијелој територији СССР 8.731.900 људи. Релативни губици од глади 1932—1933. били су највиши у Казахстану 22,42%, у Украјини 12,92%, у Русији 3,17%, а просјек у СССР је био 5,42%.

## Опште информације
Тачни подаци о броју умрлих од глади нису познати. Према најновијим процјенама, које је 2015. објавио Институт за историју Украјине, а подржан од стране бројних историчара западних научних центара, 3,9 милиона људи умрло је од глади 1932—1933. у Украјинској ССР као резултат велесмртности (превише стварних смртних случајева у поређењу с израчунатим показатељем за нормалне услове), као и 0,6 милиона људи због смањења броја рођене дјеце због посљедица глади.
Према оцјени датој у електронској верзији енциклопедије Британике, у периоду 1932—1933. умрло је 4—5 милиона Украјинаца. Према процјенама представљеним у енциклопедији Брокхаус, од глади у СССР умрло је 4—7 милиона људи, а посебно су примјетни високи губици у Украјини. Према процјенама француских демографа Жака Валена и Франса Меслеаи з Националног института за демографске студије са учешћем Сергеја Адамца, Сергеја Пирожкова и Владимира Шкољникова, укупна смртност од глади у Украјинској ССР износила је 4,6 милиона људи, од чега 0,9 милиона због присилне миграције, 1 милион због нерађања и 2,6 процјене суперморталитета.
У оптужници Апелационог суда Града Кијева од 13. јануара 2010. у предмету против партијских и државних челника СССР и УССР, која је покренута по основу кршења члана 1. става 442. кривичног закона Украјине (геноцид), а аргументована на основу налаза научно-демографске експертизе коју је спровео Институт за демографију и друштвене науке М. В. Плуха НАНУ, због масовне глади 1932—1933. током које је у Украјини умрло 3.941.000 људи. При том, на састанку по питању предистражне истраге у овом случају, који је одржана 22. децембра 2009. у администрацији Предсједника Украјине, наведено је да је током истраге идентификовано 1.847.500 жртава у 13.613 насељених мјеста у УССР. Према рачуници направљеној по захтјеву Службе безбједности Украјине, која је била основа за покретање кривичног поступка против организатора масовне глади 1932—1933. у УССР, губици украјинског народа усљед нерађања процијењени су на 6.122.000 људи.
Врхунац глади догодио се у првој половини 1933. Према украјинској истраживачку Станиславу Куљчицком, глад 1932. је настала, нарочито, због прекомјерне набавке жита, што је довело до опште глади у СССР-у 1932—1933, док је глад 1933. изазвана одузимањем свих залиха хране украјинским сељацима.
Историчари и политичари се још увијек не слажу са разлозима који су довели до масовне глади. Присталице теорије о намјерном „изгладњивању до смрти”, тврде да је масовна глад у УССР у првој половини 1933. била изазвана свјесним и промишљеним дјелатностима совјетског руководства у циљу сузбијања национално-ослободилачких тешњи украјинског сељаштва и спречавања изградње независне украјинске државе. Њихови противници су мишљења да су ови догађаји били непредвиђена посљедица индустријализације, радикалних економских реформи и пропасти усјева крајем 1920-их и почетком 1930-их у СССР-у. Као главни аргумент, поједини аутори који се држе овог становишта наводе информације о глади истих година у западној Украјини и Бесарабији, које су у међуратном периоду биле у саставу Пољске, Румуније и Чехословачке.

## Разлози изазивања вештачке глади
Глад је била резултат Стаљинове политике присилне колективизације и уопштено отпора према украјинском сељаштву које као основица совјетске привреде није желело да прихвати нову економску политику. Милиони људи је умрло од глади, а највећи губици су били управо у Украјини која је била најплодније пољопривредно подручје Совјетског Савеза.
Стаљин је био одлучан у својој намери да у корену сасече и најмањи траг фиктивног украјинског национализма којег су представљали украјински сељаци. Заправо, вештачка глад је била још само један у низу начина како направити чистку и да се реши неподобних људи у редовима украјинске интелигенције па чак и у редовима украјинских комуниста. Глад је сломила сељаке у њиховом устрајном неприхватању новог модела колективизације, а Украјина је након тога остављена у стању политичке, социјалне и психолошке трауме.

## Совјетска колективизација у пракси
Политика свеопште колективизације коју је 1929. увео Стаљин не би ли тако потпомогао финансирање индустријализације земље, имала је катастрофалан учинак за пољопривреду. Упркос томе, 1932. Стаљин је за 44% подигао обавезну квоту украјинског удела у приносу жита, што је значило да га неће бити довољно да би се сељаци прехранили, јер по тадашњем закону, жито из колхоза се није смјело делити међу сељацима све док се није напунила државна квота коју је наложила Влада.
Презентација догађаја за време Голодомора у Украјини, Стаљинова одлука и методе које је користио како би је извршио, осудила је милионе сељака на смрт глађу. Руководство Партије, уз помоћ регуларних снага и јединица тајне полиције, водило је немилосрдан исцрпљујући рат против сељака који су одбијали предати жито. Чак је и безвриједно зрно жита на силу било конфисковано у сеоским домаћинствима. Било који мушкарац, жена или дете којег су ухватили како узима макар шаку жита с колективне фарме, могао је, а најчешће је и био, на месту стрељан или пресељен на Далеки исток. Оне, који нису изгледали довољно изгладњено, сумњичили су да скривају залихе.
Сељаке су задржавали и спречавали их да се домогну града путем посебних «унутрашњих пасоша», које су им забрањивале да напусте своје село, а камоли да крену у град. У градовима глади није било јер је у јеку била русификација, и многи су градови на почетку тридесетих година већ били насељени руским становништвом. Управо због оваквих случајева, где су сви погођени простори Совјетског Савеза били углавном насељени Украјинцима, Украјинска влада овај чин је прогласила геноцидом над украјинском нацијом.

## Размере злочина
Када се данас говори о «Голодомор» 1932—1933, мисли се на период од априла 1932. до новембра 1933. године. Управо је кроз тих 17 месеци, приближно око 500 дана, у Украјини умрло на милионе људи. Врхунац Голодомора је био у пролеће 1933. У Украјини је тада од глади умирало 17-оро људи сваког минута, 1000 сваког сата, а готово 25.000 сваког дана.
Највише је људи умрло на подручју тадашње Кијевске и Харковске области. Заправо је глад обухватила целу данашњу централну, јужну, северну и источну Украјину (данашња западна Украјина (Галиција) је била поштеђена глади јер се није налазила у Совјетској Украјини, већ је била део Пољске). Глад сличних размера била је присутна и на Кубан, северном Кавказу те подручје уз доњи ток реке Волге, где су такође живели Украјинци. Укратко, на свим погођеним просторима живели су у већини Украјинци којима је након укидања кметства средином 19. века додијељивана бесплатна земља за обраду.
Стручњаци наводе разне бројке жртава погинулих вештачки изазваном глађу што је резултат намерне политизације целог случаја или пак недостатка историјских извора односно доказа. У јавности реалан број жртава се приказује у распону од 3 па све до 10 милиона људи. Отворени украјински совјетски архиви потврдили су да је на простору Совјетске Украјине директно од глади страдало најмање 4.000.000 људи, док се број страдалих у осталим бившим совјетским републикама и даље води као незванични. Ипак у бројку од 4.000.000 жртава нису укључене жртве умрле у последицама насталим након глади.

## Листа совјетског становништва
Пет година након масовног изгладњивања, Совјетски Савез је 1937. извршио први попис становништва совјетске Украјине који приказује изразито смањен број становника. Резултати тог списка нису објављени, а две године касније 1939. поново се обавља попис становништва који, упркос понављању, предочава да је у Украјини број становника изразито смањен.
На коначан број становника у Украјини 1939. утицали су и нови таласи руских досељеника који су у склопу совјетске политике организовано насељавали Украјину у више наврата између 1937. и 1939. године. Упоређивањем два објављена службена листа совјетског становништва из 1926. и 1939. године, установљено је да се број становника у Украјини смањио за 3.084.000, а пад природног прираста износио је -9,9 одсто. У Русији и Белорусији, на пример, добијени су битно другачији резултати, забележен је прираст становништва од +28,0 и +11,2 одсто. Службени резултати пописа 1926. износили су: СССР 147.028.000 становника, од тога: Русија 77,791, Украјина 31,195, Белорусија 4,739. Резултати пописа из 1939. износили су: СССР 170,557 становника, од тога: Русија 99,591, Украјина 28,111, Белорусија 5,275.
Према овим подацима, украјинска популација тада је смањена за око 25 одсто, што је до данас оставило последице на демографску, етничку и културолошку слику накнадно русифицирани источне Украјине.

## Политичке осуде
Амерички Конгрес је 1988. године званично признао «Голодомор» 1932/1933. геноцидом над украјинским народом и тиме започео релевантна признања највиших међународних институција и организација. Годину дана касније то ће учинити и Међународна комисија правника. Свеукупно до сада 25 парламената и влада света је оценило како је Голодомор био геноцид. Питање признавања Голодомора као злочина против човјечности била је и једна од тема 58. заседања Генералне скупштине Уједињених нација.
Дана 15. маја 2003. године, Верховна Рада Украјине (име украјинског парламента) у службеном обраћању народу, признала је Голодомор 1932/1933. геноцидом и злочином против човјечности, након чега су уследила детаљна истраживања и отварање совјетских архива у Украјини који би могли званично да посведочи о сразмери и коначним последицама систематског совјетско-комунистичког злочина.

## Оспоравање геноцида
По други пута, Украјинска држава званично је 2006. прогласила Голодомор 1932/1933. геноцидом совјетско-комунистичког режима над украјинском нацијом. Тим стајалиштима у првом реду се и даље одупире службена Москва која је дуже време тврдила да је масовна глад у склопу природних непогода захватила и јужну Совјетску Русију (посебно Кубан тада насељен искључиво Украјинцима) те западни Казахстан. Украјински стручњаци оповргавају ту релативизацију геноцида тиме што објашњавају да су те просторе јужне Русије и западног Казахстана такође масовно населили украјински сељаци у време Руског царства након што је укинуто кметство и приликом чега се додијељивала бесплатна земља за обраду. У Русији и Казахстану данас и даље живи преко 5 милиона Украјинаца управо на тим просторима претходно погођеним Голодомор. С друге стране, постоји бојазан власти у Москви (Русије као наследнице Совјетског Савеза) да би Украјина могла затражити велику одштету за злочине почињене у време Голодомора.
Службена Украјина је објаснила да су украјински сељаци чинили у цијелом Совјетском Савезу 80% популације чиме је организована глад међу украјинским сељацима, у корист индустријализације и слома сељачког отпора према Москви, представљала смишљени чин комплетно егзодуса Украјинаца као народа. Украјински стручњаци наводе да су постојала укупно три масовна изгладњивања односно Голодомора, година: 1921/1922, 1932/1933. и последњи након Другог светског рата година 1946/1947, за која је директно одговорна совјетско-комунистичка власт у Москви. Врховни суд Украјине 2009. прочитао је осуду совјетско-комунистичког злочина приликом чега је потврђено да се ради о најмање 4.000.000 жртава чији идентитет се може потврдити, али искључиво на простору Совјетске Украјине. Стручњаци и историчари тек претпостављају да је укупан број изгладнелих Украјинаца у целом Совјетском Савезу прешао бројку од 8.000.000 жртава. Део украјинских историчара помиње и број жртава од 10 милиона људи.
Ступањем Виктора Јануковича на председничку функцију у Украјини почетком 2010. године, тврдње да је реч о геноциду оповргнуте су у договору с председником Русије Дмитриј Медвједев. Донесен је закључак да је тек реч о злочину и трагедији украјинског народа на што је украјинска стручна јавност непријатно реаговала и осудила председника Виктора Јануковича за политизацију целог случаја. Истом приликом председник Дмитриј Медведев положио је венац жртвама Голодомора у Украјини. Данас је признање истог злочина као геноцида и даље предмет полемике с обзиром да то нису признале све кључне државе у светском поретку. Оснивач дефиниције геноцида Рафаел Лемкин, Голодомор је дефинисао »класничним геноцидом«, што је један од кључних повода међу стручњацима који се слажу да је реч о геноциду без обзира како се презентује у јавним политичким иступима.

## Међународно признање
- Андора
- Аргентина
- Аустралија
- Азербејџан
- Белгија
- Бразил
- Ватикан
- Грузија
- Еквадор
- Естонија
- Италија
- Канада
- Колумбија
- Летонија
- Литванија
- Мађарска
- Мексико
- Молдавија
- Парагвај
- Перу
- Пољска
- САД
- Словачка
- Уједињено Краљевство
- Украјина
- Холандија
- Чешка
- Чиле
- Шпанија